# Campeloma decampi
Campeloma decampi е вид коремоного от семейство Viviparidae. Видът е световно застрашен, със статут Уязвим.

## Разпространение
Разпространен е в САЩ (Алабама).